# Джереґеля
Джереґе́ля (також у множині —  джереґе́лі) — назва «жіночої зачіски» в Україні; у літературі зустрічається в українській «гумористичній поемі І. Котляревського „Енеїда“» (1798 рік). 

## Походження назви
1) У живій українській мові XIX—XXI століть це слово невідоме — його не вживають в етнографічній літературі, тим більше в художній літературі і пресі, ЗМІ. Тому задовільного опису даної зачіски немає. Слово «джереґелі», проте, згадується в ряді авторитетних словників, очевидно виходячи з найвищого авторитета «засновника сучасної української літератури Івана Котляревського», який використав цю рідкісну назву зачіски в гумористичній поемі «Енеїда» (1798 рік):
- «Тут запліталі джереґелі, Дробушечкі на головах»[3].

Пояснював Котляревський незрозуміле вже тоді слово джереґелі так:
- «Джереґелі — коси, дрібно заплетені й викладені вінком на голові»[3].

Треба зазначити, що пародійна «Енеїда» Котляревського описує «часи заснування Риму українськими козаками „троянського Енея“»; і навмисно використовує безліч «застарілих українських слів» (в назвах страв, хмільних напоїв, трав, танців, походки, одягу, зброї і т. д.).
2) Імовірно, з «Енеїди» ця назва потрапила в маловідомий «Лексикон малоросійський»  Миколи Гоголя:
- рос. «Джереґелі — коса, на голове венком сложенная»[4].

3)  Слово джегерелі (варіація "джереґелі") зустрічається в романі О. Стороженко "Марко Проклятий" (1879): "Джегерелі і друбушки ще не поразплітались, тільки довга коса..."
Слово «джереґелі» було включене в «Русско-украинский академический словарь 1924—1933 гг.» А. Кримського і С. Єфремова:
- «Мелко заплетённая коса́ — коса́ в дрібу́шки (дрібни́ці). Коса́ венком — джереґе́ля, мн. джереґе́лі, джеґере́лі (-лів)».[5]

Проте, у зазначеному «Словнику» — вже змінена форма з «джереґелі» (множина, не має однини в Котляревського, у Гоголя) на «однина джереґеля; множина джереґелі» — тобто це поняття докорінно змінено, оскільки в Котляревського це «коси, дрібно заплетені» (тобто «декілька, багато кіс; дуже складна зачіска»), а не «одна коса».

## Етимологія
Походження слова незрозуміле — у польській, російській, німецькій мовах немає й не було «жіночих зачісок» з подібними назвами[джерело?]. Проте, науковці[які?] виводять це слово з польського «пол. ceregiela» = «церемонія, метушня», множ. «ceregiele» = «церемонії»; і далі — до латинського «лат. caerimonia» = «церемонія». У тому сенсі, що це зачіска «церемоніальна; дуже складна», але ця етимологія може бути лише проміжною, адже «лат. caerimonia» = «церемонія» сама витікає : 
 — з назви «лат. cerealia» = «цереалії» (див. «Цереалії»); 
 — з імені дуже популярної богині-матері «лат. Cerēs Mater» = «Церера», яку греки називали «Деметра» = «Богів мати», а в Малій Азії її називали «Цибела» — з постійним епітетом «баштоносна богиня» (за те, що її корона являла собою «вежу з зубцями», або «зачіску у вигляді вежі»). «Зачіска Деметри» могла мати вигляд «вінка з колосків» або «вінка з квітів, волошок» (див. Деметра).
Тобто згадана в Котляревського таємнича зачіска «джереґелі» може виявитися похідною від «зачіски богині квітучої природи».